# Успенский собор (Таганрог)
Собор Успения Пресвятой Богородицы (Успенский собор) — православный храм, располагавшийся на Соборной площади Таганрога с 1790 по 1938 год и являвший в этот период главным храмом города.

## История собора
После того, как в 1770—1780-е годы Таганрог начал развиваться за пределами крепости, всё дальше уходя от неё, стала очевидна необходимость создания новой главной городской площади. 
В 1782 году под неё был выделен огромный участок пустовавшей земли сразу за крепостным валом по правую сторону от оси бывшей крепости. В современных ориентирах площадь первоначально занимала территорию от Петровской до Александровской улицы в пределах между Некрасовским и Украинским переулками. Уже при отведении места для новой торговой площади на ней предполагалось построить соборную церковь. 
Имевшиеся на тот период в городе две церкви — Михайловская (бывшая Троицкая) и Никольская, построенная в 1778 году Морским ведомством, находились на территории бывшей крепости, в отдалении от развивающегося вглубь мыса города.
Деятельное участие в заботах о новом храме приняли: комендант крепости И. П. Каспаров, городской голова А. Тихонов, городской староста И. Сарычев, ратманы В. Селезнёв и Ф. Есауленко.
Успенский собор имел отличительную особенность: всё большое пространство храма помещалось под одним огромным куполом, а колокольня  стояла отдельно на расстоянии. Позже храм и колокольню соединили крытым колонным переходом. Наверху были установлены башенные часы с боем через каждый час. Внутри храм имел богатые роспись, иконы и церковную утварь, отличался хорошим резонансом.
Он был не только главным культовым сооружением Таганрога, но и весьма важным объектом истории города. В 1825 году в ещё недостроенном храме побывал император Александр I с супругой Елизаветой Алексеевной, а в последующие годы его посещали другие представители Дома Романовых, приезжавшие в Таганрог. В 1854 году в соборе венчались будущие родители А. П. Чехова, здесь же в 1860 году крестили самого Антона Чехова. Будучи подростком и позже, во время приездов на родину, Антон Павлович неоднократно бывал в соборе.

## Причт церкви
С 1865 по 1919 год в Успенском соборе проводили службу (в хронологическом порядке):
Протоиереи
Ф. Покровский, Н. Бояров, М. Знаменский, А. Калтынин, В. Шарков, Н. Луценко.
Священники
И. Фирсов, С. Жолткевич, И. Постников, П. Капустенко, П. Илличевский, А. Гапонов, Г. Поцелухов, М. Зорин, П. Зосимович, И. Стефановский, Е. Грановский, А. Пузанов, М. Попандопуло, И. Попов, Г. Лафаки, М. Шумов, С. Вахнин.
Дьяконы
И. Сахновский, В. Кохановский, А. Хреновский, Д. Яновский, И. Постников, К. Бондаревский, И. Голоколосов, Н. Черняховский, И. Сидоренко, М. Зорин.

## Гибель собора
Во время установки нового креста на купол в августе 1912 года, крест внезапно оборвался с блока и рухнул на землю. Прихожане усмотрели в этом дурной знак. Вскоре разыгралась Первая мировая война, затем государственный переворот. Менее чем через 10 лет после описанного события началась гибель Успенского собора.
В 1922 году начались прямые репрессии: из собора были изъяты царские врата и престол, серебряный ковчег, 73 иконы, все золотые изделия и украшения из драгоценных камней. Процесс изъятия церковных ценностей проводился хамски. По свидетельству П. П. Филевского, члены ликвидкома, не считаясь с чувствами верующих, входили в алтарь в шапках, клали на престол револьверы, сдирая с икон ризы, топтали их ногами. Прихожане сделали попытку уберечь часть соборной утвари, принеся взамен из домов серебряные вещи (ложки, вилки, ножи, подстаканники и т. п.). Но безбожников это не остановило. После завершения изъятия ценностей люди принесли в храм свои иконы и лампады, и богослужения продолжались. Настоятелем в это время был Е. М. Грановский.
Постановление горсовета Таганрога от 28 октября 1931 года, ссылаясь на «пожелания граждан» («В целях обеспечения тишины в городе, для отдыха трудящихся и работы учреждений, учитывая пожелания избирателей»), запретило колокольный звон. К 1934 году завершилось снятие колоколов и сдача их на переплавку для нужд промышленности. В 1936 году, чтобы воспользоваться золотом позолоченных глав, сняли металлическую кровлю. Впоследствии собор использовали для складирования церковной утвари закрываемых в городе церквей, а затем превратили в склад для хранения зерна. 
В 1938 году храм уничтожили. На месте собора были устроены общественные туалеты.